# نادي الفتح موسم 2008–09
شاركَ نادي الفتح في دوري الدرجة الأولى السعودي 2008–09 حيثُ خاض 26 مباراةً نجحَ خلالها في حصدِ 51 نقطة وهو ما مكّنه من احتلالِ المركز الثاني في جدول ترتيب الدوري وبالتالي العودة لدوري المحترفين، كما شارك في كأس وليّ العهد لكنّه أُقصي على يدِ نادي الشباب في الدور الثاني بعدما كان النادي الأحسائي قد أقصى النادي الأهلي في الدور الأوّل.

## نظرة عامّة
| المنافسة                   | أول مباراة                 | آخر مباراة          | الدور الافتتاحي | المركز النهائي | السجل | السجل | السجل | السجل | السجل | السجل | السجل | السجل   |
| المنافسة                   | أول مباراة                 | آخر مباراة          | الدور الافتتاحي | المركز النهائي | لعب   | ف     | ت     | خ     | له    | عليه  | ف.أ.  | الفوز % |
| -------------------------- | -------------------------- | ------------------- | --------------- | -------------- | ----- | ----- | ----- | ----- | ----- | ----- | ----- | ------- |
| دوري الدرجة الأولى السعودي | 16 تشرين الأول/أكتوبر 2008 | 07 آذار/مارس 2009   | الجولة الأولى   | المركز الثاني  | 26    | 15    | 6     | 5     | 41    | 28    | +13   | 057٫69  |
| كأس الملك                  | –                          | –                   | –               | –              | 0     | 0     | 0     | 0     | 0     | 0     | +0    | —       |
| كأس ولي العهد              | 14شباط/فبراير 2009         | 18 شباط/فبراير 2009 | دور الـ 32      | دور الـ 16     | 2     | 1     | 0     | 1     | 2     | 2     | +0    | 050٫00  |
| المجموع                    | المجموع                    | المجموع             | المجموع         | المجموع        | 28    | 16    | 6     | 6     | 43    | 30    | +13   | 057٫14  |

آخر تحديث: نهاية الموسم
المصدر: المنافسات

### حصيلة النتائج
| الفريق ╲ الجولة | 1 | 2 | 3 | 4 | 5 | 6 | 7 | 8 | 9 | 10 | 11 | 12 | 13 | 14 | 15 | 16 | 17 | 18 | 19 | 20 | 21 | 22 | 23 | 24 | 25 | 26 |
| --------------- | - | - | - | - | - | - | - | - | - | -- | -- | -- | -- | -- | -- | -- | -- | -- | -- | -- | -- | -- | -- | -- | -- | -- |
| الفتح           | W | D | L | W | L | W | L | W | D | D  | W  | D  | W  | D  | D  | W  | L  | W  | W  | W  | W  | W  | W  | W  | W  | L  |

### ملخص النتائج
| شامل | شامل | شامل | شامل | شامل | شامل | شامل | شامل | على أرضه | على أرضه | على أرضه | على أرضه | على أرضه | على أرضه | خارج أرضه | خارج أرضه | خارج أرضه | خارج أرضه | خارج أرضه | خارج أرضه |
| لعب  | ف    | ت    | خ    | أ.ل  | أ.ع  | ف.أ  | ن    | ف        | ت        | خ        | أ.ل      | أ.ع      | ف.أ      | ف         | ت         | خ         | أ.ل       | أ.ع       | ف.أ       |
| ---- | ---- | ---- | ---- | ---- | ---- | ---- | ---- | -------- | -------- | -------- | -------- | -------- | -------- | --------- | --------- | --------- | --------- | --------- | --------- |
| 26   | 15   | 6    | 5    | 41   | 28   | +13  | 51   | 9        | 3        | 1        | 18       | 8        | +10      | 6         | 3         | 4         | 23        | 20        | +3        |

## الدوري

### معلومات عامّة
النصف الأول
دخل الفتح موسمهِ الجديد في دوري الدرجة الأولى وعينهُ على العودة لدوري الأضواء. شهدت الجولة الافتتاحيّة في الدوري مباراةً قويّة جمعت بين نادي الفتح وخصمه هجر الذي ينشطُ هو الآخر في الأحساء. نجحَ الفتح في اجتيازِ الاختبار الأول بنجاحٍ حينما تفوّق وبثلاثيّة، لكنّه تعثر في الجولة الثانيّة حينما تعادل سلبيًا على أرضيّة ميدانه أمام نادي الفيصلي. أول سقوطٍ للفتح كان في الجولة الثالثة حينما هُزم على يدِ نادي ضمك بأربعة أهداف مقابل اثنين في مدينة أبها.
سُرعان ما تدراك الفتح هفوة الجولة الماضيّة حينما فازَ في الجولة الرابعة على حسابِ نادي الخليج في ملعب الأمير عبد الله بن جلوي، ثمّ عاد للسقوطِ من جديدٍ خارج ميدانه أمام نادي القادسية بهدفينِ نظيفين. حملت الجولة السادسة انتصارًا كبيرًا للفتح حيثُ اكتسح على أرضيّة ملعبه نادي العروبة بخمسة أهداف مقابل اثنين.
واصل الفتح سلسلة نتائجه المتذبذبة، حيثُ سقط من جديدٍ في الجولة السابعة أمام نادي أحد بأربعة أهداف مقابل اثنين في المدينة المنورة، تلاهُ انتصارٌ في الجولة المواليّة على حسابِ نادي سدوس في الأحساء أبقى بهِ الفتح حظوظه في المافسة على لقبِ الدوري أو المركز الثاني على الأقلّ. عاد الفتح لدوامة التعادل حينما تعادل في الجولة التاسعة أمام نادي التعاون بهدفٍ لمثله، ثمّ تعادل في الجولة المواليّة تعادلًا سلبيًا أمامَ الطائي في حائل.
تجاوز الفتح هفواتهِ في الجولتين الماضيتينِ حينما فاز على نادي الأنصار في الأحساء بهدفٍ نظيفٍ، ثمّ عاد بنقطةٍ ثمينةٍ من جيزان حينما تعادل في الجولة الثانيّة عشر أمام حطين بهدفٍ في كلّ شبكة، قبل أن ينتصر خارج الديّار على حسابِ نادي الرياض في العاصِمة السعوديّة بثلاثة أهداف مقابل اثنين.
النصف الثاني
عاد الفتح لملاقاة هجر في ديربي أحسائي خالص على ملعب الأمير عبد الله بن جلوي فانتهت المباراة التعادل الإيجابي هدفين في كلّ شبكة بعدما كان الفتح قد حسم مباراة الذهاب لصالحه. بقي الفتحُ في الأحساء لاستضافة نادي ضمك القادم من جنوب غرب المملكة فنجحَ في الخروج بثلاث نقاطٍ ثمينةٍ بعدما انتصر عليهِ بثلاثيّة في الجولة السادسة عشر وذلك بعد تأجيلِ مباريات الجولة الخامسة عشر إلى وقتٍ لاحق. سافر الفتح نحوَ مدينة سيهات وهناك هُزم على يدِ الخليج بهدفٍ نظيفٍ لتكون هذه الخسارة هي الخسارة الرابعة للفريق في الدوري.
سافر الفتحُ من جديد نحو المجمعة فعاد من هناك بنقطة تعادلٍ ثمينةٍ من ميدانِ الفيصلي وذلك لحسابِ مباراةٍ مؤجّلةٍ عن الجولة الخامسة عشر. استفاقَ الفتحُ أخيرًا في الجولة الثامنة عشر ففاز على نادي القادسية بهدفين مقابل واحد، ثمّ فاز في الجولة المواليّة على نادي العروبة في ميدان هذا الأخير بثلاثة أهداف مقابل واحد، أعقبها فوزٌ هو الثالث على التوالي للفريق الأحسائي وجاء هذه المرة على نادي أحد بهدفٍ نظيفٍ. واصلَ نادي الفتح سلسلة نتائجهِ الإيجابيّة جدًا حينما حسم مباراة الجولة الجولة الواحدة والعشرين لصالحهِ من أمام نادي سدوس بهدفين مقابل واحد.
استقبل نادي التعاون على أرضيّة ملعب الملك عبد الله في بريدة نادي الفتح وعينه على الفوز، لكنّ الأخير تمكّن من خطفِ النقاط الثلاث في آخر اللحظات حينما فازَ عليه بهدفين مقابل واحد، تلاها انتصارٌ آخر على الطائي (1 – 0) في الأحساء، ولم تتوقّف سطوة الفتح عند هذا الحدّ بل واصل تفوّقه على كل الخصوم حينما أسقطَ الأنصار في المدينة المنورة برباعيّة، ثمّ حطين في الأحساء بهدف نظيف، لكنّه تعثر في الجولة الأخيرة من الدوري بعدما خسر خسارةً مفاجئةً على أرضيّة ميدانه أمام الرياض وهي الخسارةُ التي كلّفتهُ خسارة الدوري لصالحِ نادي القادسية بفارق ثلاث نقاط.

### قائمة المباريات
جدول الترتيب
حلَّ نادي الفتح ثانيًا في جدول الترتيب الدوري برصيدِ 51 نقطة بعد 26 مباراة لعبها حيتُ فازَ في 15 مباراة وتعادل في ستّة بينما خسر خمس مبارياتٍ أخرى. جاء الفتح خلف نادي القادسية الذي تُوّج بلقبِ الدوري برصيدِ 54 نقطة بفارقِ ثلاث نقاطٍ فقط عن النادي الأحسائي، الذي حلَّ خلفه نادي الفيصلي برصيدِ 47 نقطة بفارقِ 4 نقاطٍ عن الفتح.
| م | الفريق        | لعب | ف  | ت | خ | له | عليه | ف.أ | نقاط | صعود أو هبوط                    |
| - | ------------- | --- | -- | - | - | -- | ---- | --- | ---- | ------------------------------- |
| 1 | نادي القادسية | 26  | 15 | 9 | 2 | 41 | 15   | 26  | 54   | صعود إلى دوري المحترفين السعودي |
| 2 | نادي الفتح    | 26  | 15 | 6 | 5 | 41 | 28   | 13  | 51   | صعود إلى دوري المحترفين السعودي |
| 3 | نادي الفيصلي  | 26  | 13 | 8 | 5 | 28 | 36   | 12  | 47   |                                 |
| 4 | نادي الطائي   | 26  | 13 | 5 | 8 | 35 | 28   | 7   | 44   |                                 |

قائمة المباريات
هذه قائمةٌ بمباريات نادي الفتح في دوري الدرجة الأولى السعودي 2008–09:
| 16 أكتوبر 2008 1 | هجر | 1 – 3 | الفتح | الأحساء                              |
| 15:00            |     |       |       | الملعب: ملعب الأمير عبد الله بن جلوي |

| 24 أكتوبر 2008 2 | الفتح | 0 – 0 | الفيصلي | الأحساء                              |
| 14:30            |       |       |         | الملعب: ملعب الأمير عبد الله بن جلوي |

| 30 أكتوبر 2008 3 | ضمك | 4 – 2 | الفتح | أبها                                    |
| 17:30            |     |       |       | الملعب: ملعب الأمير سلطان بن عبد العزيز |

| 06 نوفمبر 2008 4 | الفتح | 1 – 0 | الخليج | الأحساء                              |
| 18:00            |       |       |        | الملعب: ملعب الأمير عبد الله بن جلوي |

| 20 نوفمبر 2008 5 | القادسية | 2 – 0 | الفتح | الخبر                                      |
| 16:00            |          |       |       | الملعب: مدينة الأمير سعود بن جلوي الرياضية |

| 16 ديسمبر 2008 6 | الفتح | 5 – 2 | العروبة | الأحساء                              |
| 16:00            |       |       |         | الملعب: ملعب الأمير عبد الله بن جلوي |

| 21 ديسمبر 2008 7 | أحد | 4 – 2 | الفتح | المدينة المنورة                        |
| 18:30            |     |       |       | الملعب: ملعب الأمير محمد بن عبد العزيز |

| 25 ديسمبر 2008 8 | الفتح | 1 – 0 | سدوس | الأحساء                              |
| 16:30            |       |       |      | الملعب: ملعب الأمير عبد الله بن جلوي |

| 01 يناير 2008 9 | الفتح | 1 – 1 | التعاون | الأحساء                              |
| 18:00           |       |       |         | الملعب: ملعب الأمير عبد الله بن جلوي |

| 08 يناير 2009 10 | الطائي | 0 – 0 | الفتح | حائل                                    |
| 15:30            |        |       |       | الملعب: ملعب الأمير عبد العزيز بن مساعد |

| 14 يناير 2009 11 | الفتح | 1 – 0 | الأنصار | الأحساء                              |
| 15:00            |       |       |         | الملعب: ملعب الأمير عبد الله بن جلوي |

| 22 يناير 2009 12 | حطين | 1 – 1 | الفتح | جازن                              |
| 18:00            |      |       |       | الملعب: مدينة الملك فيصل الرياضية |

| 29 يناير 2009 13 | الرياض | 2 – 3 | الفتح | الرياض                                 |
| 15:00            |        |       |       | الملعب: ملعب الأمير تركي بن عبد العزيز |

| 04 فبراير 2009 14 | الفتح | 2 – 2 | هجر | الأحساء                              |
| 17:00             |       |       |     | الملعب: ملعب الأمير عبد الله بن جلوي |

| 25 فبراير 2009 16 | الفتح | 3 – 1 | ضمك | الأحساء                              |
| 13:00             |       |       |     | الملعب: ملعب الأمير عبد الله بن جلوي |

| 05 مارس 2009 17 | الخليج | 1 – 0 | الفتح | سيهات                    |
| 16:30           |        |       |       | الملعب: ملعب نادي الخليج |

| 09 مارس 2009 15 | الفيصلي | 0 – 0 | الفتح | المجمعة                        |
| 16:00           |         |       |       | الملعب: مدينة المجمعة الرياضية |

| 13 مارس 2009 18 | الفتح | 2 – 1 | القادسية | الأحساء                              |
| 14:25           |       |       |          | الملعب: ملعب الأمير عبد الله بن جلوي |

| 19 مارس 2009 19 | العروبة | 1 – 3 | الفتح | سكاكا                     |
| 16:00           |         |       |       | الملعب: ملعب نادي العروبة |

| 26 مارس 2009 20 | الفتح | 1 – 0 | أحد | الأحساء                              |
| 15:25           |       |       |     | الملعب: ملعب الأمير عبد الله بن جلوي |

| 03 أبريل 2009 21 | سدوس | 1 – 2 | الفتح | الرياض              |
| 16:25            |      |       |       | الملعب: ملعب الصائغ |

| 09 أبريل 2009 22 | التعاون | 1 – 2 | الفتح | بريدة                                 |
| 13:40            |         |       |       | الملعب: مدينة الملك عبد الله الرياضية |

| 15 أبريل 2009 23 | الفتح | 1 – 0 | الطائي | الأحساء                              |
| 15:00            |       |       |        | الملعب: ملعب الأمير عبد الله بن جلوي |

| 23 أبريل 2009 24 | الأنصار | 2 – 4 | الفتح | المدينة المنورة                        |
| 17:00            |         |       |       | الملعب: ملعب الأمير محمد بن عبد العزيز |

| 30 أبريل 2009 25 | الفتح | 1 – 0 | حطين | الأحساء                              |
| 16:00            |       |       |      | الملعب: ملعب الأمير عبد الله بن جلوي |

| 07 مارس 2009 26 | الفتح | 0 – 1 | الرياض | الأحساء                              |
| 16:00           |       |       |        | الملعب: ملعب الأمير عبد الله بن جلوي |

### إحصائيات
- سجّل الفتح 41 هدفًا (بمعدل 1.57 في كلّ مباراة) بينما تلقّت شباكه 28 هدفًا (بمعدل 1.07 في كل مباراة).
  - سجّل الفتح 18 هدفًا في المباريات التي خاضها على أرضيّة ملعبه بينما تلقَّى 8 أهداف.
  - سجّل الفتح 23 هدفًا خارج دياره وتلقَّى في مقابل ذلك 20 هدفًا.
- لم يخسر الفتح أيّ مبارتين على التوالي طوال ستٍ وعشرين جولة من جولات الدوري.
  - حقَّقَ الفتح ثمانية انتصاراتٍ على التوالي، من الجولة الثامنة عشر حتى الجولة التاسعة والعشرين وهي أطولُ سلسلة انتصاراتٍ في الدوري هذا الموسم.
- أكبر انتصارٍ حقّقه نادي الفتح في الموسم الكرويّ 2008–09 كان داخل ميدانهِ على حسابِ نادي العروبة بخمسة أهداف مقابل اثنين في الجولة السادسة
  - أكبر خسارةٍ تعرض لها النادي الأحسائي كانت في الجولة الثالثة عشر حينما هُزم في أبها أمام نادي ضمك بأربعة أهداف مقابل اثنين وهي نفس النتيجة التي تكررت في الجولة السابعة أمام نادي أحد في المدينة المنوّرة.

## كأس ولي العهد

### معلومات عامة
شاركَ نادي الفتح في كأس وليّ العهد السعودي 2008–09 ونجحَ في تخطّي الدور الأول (دور الـ 32) بعدما أقصى النادي الأهلي أحد المرشّحين الكبار للمنافسة على البطولة وذلك بعدما تغلّب عليهِ بهدفينِ مقابل واحد في المباراة التي أُقيمت على ملعب الأمير عبد الله بن جلوي في الأحساء. قرعةُ البطولة جعلت الفتح يُواجه نادي الشباب في الدور الثاني (دور الـ 16) فأُقصي على يدِه بهدفٍ نظيفٍ في المباراة التي لُعبت أيضًا في ملعب الأمير عبد الله بن جلوي.

### قائمة المباريات
هذه قائمةُ المبارتينِ التي لعبها نادي الفتح في إطار مباريات كأس ولي العهد:
| 14 فبراير 2009 دور الـ 32 | الفتح | 2 – 1 | الأهلي | الأحساء                              |
| 16:00                     |       |       |        | الملعب: ملعب الأمير عبد الله بن جلوي |

| 18 فبراير 2009 دور الـ 16 | الفتح | 0 – 1 | الشباب | الأحساء                              |
| 18:30                     |       |       |        | الملعب: ملعب الأمير عبد الله بن جلوي |

### إحصائيات
- خاض نادي الفتح مباراتينِ اثنتينِ في مسابقة كأس وليّ العهد السعودي، فربحَ الأولى أمام النادي الأهلي لكنّه خسر الثانيّة لصالح نادي الشباب بهدفٍ نظيفٍ.
  - نجحَ الفتح في المباراتينِ التي لعبهما في إطار هذه المنافسة في تسجيلِ هدفين وتلقى في المقابل هدفينِ أيضًا.